# Vittorio Grigolo
Vittorio Grigolo (n. 19 februarie 1977, Arezzo, Italia) este un cântăreț italian de operă nominalizat la premiile Grammy. De la o vârstă fragedă, el s-a mutat în Roma, unde a început să cânte ca solist pentru corul de la Capela Sixtină. De acolo, și-a început cariera în muzică. Este recunoscut pentru interpretările sale în operă.

## Începuturi
La vârsta de 9 ani și-a însoțit mama pentru ca aceasta să-și facă un control la ochi; auzind dintr-o încăpere alăturată cântându-se, a început și el, dintr-o dată, să facă o interpretare a cântecului „Ave Maria”. Cântărețul respectiv, tatăl opticianului, a fost atât de impresionat încât a insistat ca Grigolo să aibă o audiție la Corul Capelei Sixtine, ca solist. A fost ales. Apoi a studiat timp de 5 ani la Scuola Puerorum la Capelă. La 13 ani, își face debutul jucând rolul lui Pastorello în Tosca la Casa de Operă din Roma, dirijată de Daniel Oren. Cu această ocazie, îl întâlnește pe maestrul Luciano Pavarotti, care îl felicită pentru talentul vocal și expresiv.
Atunci își începe antrenamentele profesionale, perfecționându-se cu ajutorul basului Danilo Rigosa, care continuă să lucreze cu el ca și mentor.

## Carieră
În 1996 câștigă o bursă la a 12-a ediție a concursului internațional de cântec R. and F. Mecenati, care îl ajută să debuteze la doar 19 ani în Petite Messe Solennelle a lui Rossini. În același an este invitat în Viena și Split pentru a concerta în producția operei „Turco in Italia” (rom.: Turcul în Italia), în rolul lui Don Narciso. Mai târziu se întoarce în Italia pentru a-l juca pe Contele din Almaviva din Bărbierul din Sevilia la Florence Maggio Musicale și la Tatrul de Filarmonică Verona. 
Primește critici pozitive și aplauze din partea publicului pentru rolul lui Nemorino din Elixirul Dragostei. La vârsta de 22 de ani debutează la Teatrul de Operă Cagliari cu rolul lui Don Ottavio din Don Giovanni, ce s-a dovedit un mare succes.
În anul 2000, la 23 de ani, aparare la teatrul La Scala din Milano în concertul de început pentru sărbătorirea Anului lui Verdi, dirijat de Riccardo Muti. În 2003, joacă rolul lui Tony în West Side Story, faimosul muzical compus de Leonard Bernstein, tot la La Scala, urmat de un turneu prin orașele principale din Japonia (Tokyo, Kyoto, Nagoya și Osaka), precum și în Lebanon, la festivalul prestigios Beiteddine din Beirut.
2006 este anul în care primul album al său, intitulat In the Hands of Love, este lansat; acesta cuprinde o colecție de cântece de gen pop/operă. Vittorio intră astfel în topurile britanice. Tot în 2006, albumul mai este lansat în Olanda, Statele Unite ale Americii și Australia, cu doar titlul de „Vittorio”, având rezultate pozitive în ceea ce privește vânzările.

## Repertoar
- Verdi: Messa da Requiem/Falstaff/Rigoletto/La traviata
- Donizetti: (Elixirul dragostei99/Don Sebastiano/Don Pasquale/Favorita/Fiica regimentului/Lucia di Lammermoor
- Bellini: Puritanii/Capuleti e Montecchi
- Zandonai: Francesca da Rimini (Malatestino)
- Puccini: La Rondine/La bohème/Gianni Schicchi
- Gounod: Faust
- Rossini: Petite Messe Solemnelle/Stabat Mater
- Mozart: Requiem/Don Giovanni/Idomeneo/Così fan tutte
- Cilea: L’Arlesiana
- Richard Strauss: Der Rosenkavalier
- Massenet: Werther/Le contes d’Hoffmann
- Mascagni: Amico Fritz
- Léo Delibes: Lakmé
- Bernstein: Candide/West Side Story
- Franz Lehár: it. La Vedova Allegra

## Discografie

Coperţile albumului In The Hands of Love. În stânga este versiunea pentru S.U.A., iar în dreapta pentru Australia

Albumul de debut al lui Vittorio , In The Hands of Love, de gen muzical pop/operă, a intrat în clasamentele britanice pe locul 6, stabilind un record de vânzări și confirmând faptul că este în topul muzicienilor solo clasici. Albumul conține interpretări a melodiei lui Keane, „Bedshaped”, „Maria” din West Side Story, „All In Love Is Fair” a lui Stevie Wonder și un duet cu Kathrine Jenkins intitulat „You Are My Miracle”.
Albumul a fost lansat în S.U.A. în septembrie 2006 intitulat simplu, Vittorio. Versiunea pentru Statele Unite a duetului „You Are My Miracle” este interpretată cu Nicole Scherzinger din formația Pussycat Dolls.
A fost lansat în Australia pe 23 octombrie 2006.
Vittorio Grigolo și Hayley Westenra au înregistrat West Side Story sub pseudonimele „Tony” și „Maria” în asociere cu Fundația Leonard Bernstein, pentru comemorarea a 50 de ani a acestui muzical american. A intrat în topurile britanice pentru albume clasice, The UK Classic FM Chart, pe locul întâi.

### Clasamente
In the Hand of Love
| Țară                                         | Status                                                     | Poziție în clasamente |
| Regatul Unit                                 | Album de aur cu 160.000+ copii vândute din septembrie 2006 | 6                     |
| S.U.A. (Billboard Classical crossover Chart) | Lansat septembrie 2006                                     | 2                     |
| Australia                                    | Album de Platină - din ianuarie 2007                       | -                     |

West Side Story
| Țară         | Status                      | Poziție în clasamente |
| Regatul Unit | Classic FM Chart iulie 2007 | 1                     |

## Nominalizări și premii

### Premii
Comisia Uniunii Europene le-a înmânat lui Vittorio Grigolo și Romani Musumarra un premiu European Border breaker Award, în rând cu casa de discuri, autorii și editorii care au înregistrat cele mai mari vânzări pentru un album de debut în 2006 în granițele Uniunii Europene, dar în afara țării de prosucție.
Capri / Festivalul de Film de la Hollywood i-a acordat lui Grigolo un premiu „Capri Exploit Music Award”. Ceremonia de decernare a avut loc pe 1 ianuarie 2008, pe insula Capri, unde Vittorio a cântat un tribut pentru Leonard Bernstein.

### Nominalizări
Premiul Grammy 2008 pentru Best Musical Show Album - West Side Story (musical)